# Яськівська сільська територіальна громада
Яськівська сільська територіальна громада — територіальна громада в Україні, у Одеському районі Одеської області, утворена рішенням облради від 27 жовтня 2016 року в рамках адміністративно-територіальної реформи 2015—2020 років. Населення громади складає 9323 осіб, адміністративний центр — село Яськи. Окрім Яськівської, до громади ввійшла Троїцька сільська рада із одним селом — Троїцьке.
30 квітня 2017 року у громаді відбулися перші вибори, на яких виграв самовисуванець Володимир Курко. Друге місце зайняв кандидат від Аграрної партії Анатолій Гритенко, а третє місце зайняв кандидат від Опоблоку — сільський голова Троїцького, Микола Комаров.